# Karnovs Lovsamling
Karnovs Lovsamling (eller i daglig tale bare Karnov) er en lovsamling, der indeholder alle væsentlige danske love. Lovene er kommenteret med fortolkninger, principielle domme, administrative afgørelser og litteraturhenvisninger. Desuden er lovændringer indskrevet i lovene, så man har de gældende love med ændringer i en samlet version.

## Historie
Karnovs Lovsamling begyndte i slutningen af 1920'erne under titlen "Hvermands Lovbog". Denne lovbog blev udgivet af landsretssagfører Magnus Karnov (1882-1962), der kom fra Sønderborg. Lovbogen indeholdt de mest almindelige danske love, og motivet for udgivelsen var den sønderjyske genforening med Danmark. Mens landsdelen havde været under tysk herredømme havde tysk ret naturligvis været gældende, men efter genforeningen blev dansk ret indført lidt efter lidt. Manglen på et samlet lovværk som den tyske Bürgerliches Gesetzbuch inspirerede derfor Karnov til sin lovbog. Først senere kom kommentarerne til, og konceptet blev også udvidet til Norge og Sverige.
Selvom bogudgaven i den karakteristiske bleggule farve med påskriften "KARNOV" på ryggen er det klassiske symbol på en jurist, er den i dag overhalet af online-udgaven, der opdateres løbende.
Den fysiske lovsamling udgives i dag i et mindre oplag og er et digert værk på 4-5 bind. Lovsamlingen udgives hvert år og opdateres 10 gange årligt med mindre hæfter (Karnovs Gule Hæfter).
Karnov udgives i dag af Karnov Group (tidl. Thomson Reuters Professional).

## Opbygning
Lovsamlingen er organiseret i 23 forskellige emner, for eksempel stats- og forvaltningsret, sundhedslove eller formueret. Hvert emne er igen inddelt i underemner. Udover den rent systematiske opbygning er Karnov også udstyret med en række registre, så man kan finde frem til de relevante bestemmelser på flere måder.
I den elektroniske udgave (online) findes forskellige søge- og opslagsmuligheder og integration med andre elektroniske produkter fra samme forlag – navnlig Ugeskrift for Retsvæsen. Der findes også en række tillægsmoduler til Karnov. Man kan således få mulighed for at finde lovenes forarbejder, historik og gamle lovversioner, bekendtgørelser, cirkulærer samt vejledninger.
Lovstoffet er kommenteret ved hjælp af et meget omfattende noteværk. Hver lov indledes med en såkaldt stjernenote, hvor lovens historik og relevante kilder ridses op. Hver bestemmelse i loven er forsynet med noter efter behov. Nogle bestemmelser er slet ikke kommenteret, nogle har en enkelt note og nogle bestemmelser har notehenvisninger ved næsten hvert ord.
Noterne indeholder kommentarer til bestemmelsen eller den del af bestemmelsen, som den henviser til. Kommentarerne består dels af egentlige fortolkninger eller fortolkningsbidrag, dels af henvisninger til og resumeer af domme og anden praksis, dels af henvisninger til andre regler og uddybende litteratur. Noteværket er meget omfattende og fylder langt mere end lovteksten.
Udover hovedværket – Karnovs Lovsamling – er der også lavet flere mindre specialversioner til specielle fagområder, hvoraf den største specialversion er EU-Karnov. Herudover findes der fx også Ejendoms-Karnov, Virksomheds-Karnov og Sundheds-Karnov, hvor de relevante love er udvalgt og samlet (med kommentarer) i et enkelt bind.
Det faglige indhold varetages af en hovedredaktion, der for tiden består af professor, dr.jur. Bo von Eyben (Københavns Universitet)
professor, dr.jur. Jan Pedersen (Aarhus Universitet) og højesteretsdommer Thomas Rørdam. Herudover findes en bredere redaktion og en lang række fagspecialister, der skriver og redigerer indholdet i kommentardelen. Gennem tiden har en række af landets ypperste jurister haft sæde i hovedredaktionen.